# Установка комплексной подготовки газа
Установка комплексной подготовки газа (УКПГ) представляет собой комплекс технологического оборудования и вспомогательных систем, обеспечивающих сбор и обработку природного газа и газового конденсата. Товарной продукцией УКПГ являются: сухой газ газовых месторождений, сухой отбензиненный газ газоконденсатных месторождений, газовый конденсат.
Установки подготовки газа, в зависимости от размещения технологического оборудования, подразделяют на следующие исполнения:
- Рамное (УКПГ либо УПГ) — расшифровывается как Установка Подготовки Газа, все оборудование размещается на жесткой металлической пространственной конструкции — раме, как правило с навесом от атмосферных осадков.
- Шкафного (ШУКПГ или ШПГ) — расшифровывается как Шкафная Установка Комплексной Подготовки Газа или Шкаф Подготовки Газа, все оборудование размещается в обогреваемом металлическом шкафу.
- Блочного (БУПГ либо БТПГ) — расшифровывается как Блочная Установка Подготовки Газа или Блок Технологический Подготовки Газа, все оборудование размещается в обогреваемом металлическом блок-боксе.

## Требования к продукции
Требования, предъявляемые к товарной продукции УКПГ, регламентируются отраслевыми (ОСТ) и государственными (ГОСТ) стандартами. В зависимости от назначения конечного продукта варьируется главный критерий оценки его качества.
Для газа, подаваемого в магистральные газопроводы, главным показателем качества является точка росы (по влаге и углеводородам). Для холодной климатической зоны точка росы по влаге не должна превышать −20 °С, по углеводородам — не выше −10 °С. Помимо этого ОСТ регламентирует такие потребительские свойства газа, как теплота сгорания и допустимое содержание сернистых соединений.
Для газа, подаваемого местным потребителям для использования в промышленности и коммунальном хозяйстве, нормируются теплота сгорания и число Воббе, а также интенсивность запаха.
При использовании газа в качестве газомоторного топлива для автомобильного транспорта главным показателем качества является расчётное октановое число.
Газовый конденсат, производимый на УКПГ, делится на стабильный и нестабильный. Требования, предъявляемые к различным типам конденсата, варьируются.

## Технологический процесс
Промысловая обработка газа на УКПГ состоит из следующих этапов:
— абсорбционная или адсорбционная сушка;
— низкотемпературная сепарация или абсорбция;
— масляная абсорбция.
На газовых месторождениях подготовка газа заключается в его осушке, поэтому там используются процессы абсорбции или адсорбции.
На газоконденсатных месторождениях осушка и выделение легкоконденсирующихся углеводородов осуществляются путём низкотемпературной сепарации, низкотемпературной абсорбции или низкотемпературной масляной абсорбции. Но часто бывает, что одной осушки газа недостаточно для использования, по-этому технологические блоки подготовки газа дополняют следующими функциями.

## Функции УКПГ (БТПГ)
- очистки газа от капельной влаги и механических примесей;
- подогрева газа до заданной температуры для исключения гидратообразования при редуцировании;
- редуцирования давления газа и поддержание его в заданном диапазоне;
- коммерческого либо технологического учета расхода газа;
- определения качественных показателей и состава газа;
- перенаправления потоков газа различным потребителям.

## Состав УКПГ (БТПГ)
В состав УКПГ (БТПГ) входят:
— узел (блок) очистки газа;
Обеспечивает отделение от газа капельной влаги, жидких углеводородов и механических примесей. В состав блока входят фильтры-сепараторы и фильтры коалесцеры.
— узел (блок) подогрева газа;
Обеспечивает подогрев газа до заданной (расчетной) температуры, с учетом компенсации охлаждения при редуцировании давления.
— узел подготовки импульсного газа;
Обеспечивает осушку газа до 99,9 % для использования в импульсных пневмоприводах управляющей арматуры типа ЭПУУ. В состав блока входят фильтры-осушители.
— узел (блок) редуцирования давления газа;
Обеспечивает снижение (редуцирование) давления газа до заданного значения и поддержания его в заданных пределах. В состав блока входят регуляторы давления газа, как правило спаренные, первый основной — второй монитор.
— узел коммерческого либо технологического учета газа;
Обеспечивает учет объема газа подаваемого потребителям с коррекцией по температуре и давлению. В состав блока входят вихревые либо турбинные либо диафрагменные расходомеры.
— узел анализа газа;
Обеспечивает определение качественных показателей и состава газа. В состав блока входят газовый хроматограф и анализатор точки росы.
— узел переключения газа;
Обеспечивает перенаправление потоков газа различным потребителям во время технического обслуживания или ремонта.

## История
На протяжении многих лет велись споры об оптимальной глубине осушки для северных промыслов. В итоге в начале 1970-х годов на основе опыта эксплуатации Пунгинского месторождения и газопровода Игрим — Серов было решено, что точка росы должна быть следующей: зимой до −25 °С, летом — до −15 °С.
До 1973 года установки такого назначения назывались по-разному. На Пунгинском месторождении — сборный пункт (СП), на Игримском — газосборный пункт (ГСП), на Медвежьем — ГП. И лишь в 1973 году Мингазпром ввёл единое наименование — установка комплексной подготовки газа (УКПГ).
Нумерация УКПГ далеко не всегда отражает последовательность их ввода. Так, на Медвежьем месторождении первой в апреле 1972 года была введена УКПГ-2.
На УКПГ-2 Медвежьего впервые был применён блочный метод монтажа оборудования. На Уренгойском месторождении строители не успели проложить технические газопроводы летом, поэтому УКПГ-1 этого месторождения стала первой УКПГ с наружными технологическими коммуникациями.
По мере освоения газовых месторождений Ямало-Ненецкого автономного округа мощность УКПГ постоянно возрастала.
В октябре 1966 года был запущен Пунгинский сборный пункт (до 1973 года — один из вариантов названий УКПГ) производительностью 6 млрд м³ газа в год — крупнейший в СССР.
20 мая 1972 года на Медвежьем месторождении была запущена установка (ГП-2) производительностью 8,5 млрд м³ газа в год.
УКПГ Комсомольского месторождения, запущенная в 1993 году, имеет производительность 32 млрд м³ газа в год и стала крупнейшей в России. Проектировщики института ТюменНИИгипрогаз предложили здесь впервые в истории газовой отрасли использовать одну УКПГ для обработки газа, поступающего со всех трёх куполов (западного, восточного и северного). Предварительная подготовка газа, добываемого на западном и северном куполах, осуществлялась на более простых установках предварительной подготовки газа (УППГ). Межпромысловый транспорт газа по газопроводам обеспечивался за счёт естественного запаса пластовой энергии. Такое решение позволило сэкономить значительные средства.
1 декабря 2011 года на Ныдинском участке Медвежьего месторождения была запущена УКПГ-Н, отличающаяся от девяти предыдущих тем, что она рассчитана на подготовку методом низкотемпературной сепарации газа и газового конденсата, поступающих из апт-альбских отложений.